# Ligne Kintetsu Shigi
La ligne Kintetsu Shigi (近鉄信貴線, Kintetsu Shigi-sen) est une courte ligne ferroviaire du réseau Kintetsu située à Yao, dans la préfecture d'Osaka au Japon. Elle relie la gare de Kawachi-Yamamoto à celle de Shigisanguchi.

## Histoire
La ligne a été inaugurée le 15 décembre 1930.

## Caractéristiques

### Ligne
- Ecartement : 1 435 mm
- Alimentation : 1 500 V par caténaire
- Pente maximale : 40 ‰

### Liste des gares
La ligne comporte 3 gares numérotées de J12 à J14.
| Numéro | Gare             | Nom japonais | Distance depuis Kawachi-Yamamoto (km) | Correspondances                    | Localisation |
| ------ | ---------------- | ------------ | ------------------------------------- | ---------------------------------- | ------------ |
| J12    | Kawachi-Yamamoto | 河内山本     | 0                                     | Kintetsu : Osaka                   | Yao          |
| J13    | Hattorigawa      | 服部川       | 2,0                                   |                                    | Yao          |
| J14    | Shigisanguchi    | 信貴山口     | 2,8                                   | Kintetsu : Funiculaire Nishi-Shigi | Yao          |